# 371

## Nașteri
- dată necunoscută: Valentinian al II-lea  (d. 392)